# Saint-Adalbert
| Saint-Adalbert                |                      |
| Coordenadas: 47°52' N 69°54'W |                      |
| Província                     | Quebec               |
| Região administrativa         | Chaudière-Appalaches |
| Incorporado em                | 26 de agosto 1910    |
| Prefeito                      | René Laverdière      |
|                               |                      |
| Área                          |                      |
| - Cidade                      | 213,9 km², 82,6 mi²  |
| Fuso horário                  | UTC -5               |
| População (2006)              |                      |
| - Cidade                      | 701                  |
| - Densidade                   | 3 hab/km², 8 hab/mi² |

Saint-Adalbert é um município canadense do conselho municipal regional de L'Islet, Quebec, localizado na região administrativa de Chaudière-Appalaches. Em sua área de pouco mais de 213 km², habitam cerca de setecentas pessoas. Tem seu nome em homenagem ao santo Adalberto de Praga.

## Geografia
Saint-Adalbert está localizado no sudeste do Chaudière-Appalaches na costa Sul. Limitado a nordeste pelo rio Noire, é delimitada a leste e a sul pela fronteira com os Estados Unidos. Ele está localizado a meio caminho entre Lac-Frontière e Saint-Pamphile, a cerca de 25 km desses municípios.
A agricultura é a atividade principal do município, principalmente o linho, que foi o tema de um festival entre 1976 e 1981.
Nós encontramos em Saint-Adalbert uma das pontes cobertas de Quebec, construído em 1943, que cruza o Rio Noire.